# Winifred Gofit
Winifred Gofit (22 de mayo de 1994) es una deportista nigeriana que compitió en judo. Ganó una medalla de bronce en los Juegos Panafricanos de 2011 en la categoría de –70 kg.

## Palmarés internacional
| Juegos Panafricanos | Juegos Panafricanos | Juegos Panafricanos | Juegos Panafricanos |
| Año                 | Lugar               | Medalla             | Categoría           |
| ------------------- | ------------------- | ------------------- | ------------------- |
| 2011                | Maputo (Mozambique) | Medalla de bronce   | –70 kg              |